# Кембалл, Чарльз
Чарльз Кембалл (англ. Charles Kemball; 27 марта 1923, Эдинбург — 4 сентября 1998, Тайнингем) — шотландский химик, министр Королевского общества Эдинбурга (1988—1991), президент Королевского Института химии (1974—1976). Был пионером в использовании масс-спектрометрии.

## Жизнь
Родился в Эдинбурге 27 марта 1923 года в семье зубного врача Чарльза Генри Кембалла (1889—1964) и его жены Джанет Уайт. Получил образование в эдинбургской Академии с 1929 по 1940 год. Затем получил место в Кембриджском университете, где окончил магистратуру, прежде чем получить две докторские степени (DSc и PhD).
В 1946 году начал работать исследователем в Принстонском университете, в 1947 году вернулся в Кембриджский университет в качестве демонстратора на лекциях по химии.
В 1951 году был награждён медалью Мельдолы от химического общества, которая присуждается самому многообещающему британскому химику в возрасте до 32 лет.
Он был профессором физической и неорганической химии в Королевском университете Белфаста (1954—66) и профессором химии в Эдинбургском университете (1966—87).
В 1965 году он был избран членом Лондонского королевского общества, а в 1967 году — членом Эдинбургского королевского общества. Его кандидатами были сэр Эдмунд Херст, Нил Кэмпбелл, Дункан Тейлор и Джеймс Пикеринг Кендалл. Он дважды занимал пост вице-президента Общества: с 1971 по 1974 год и с 1982 по 1985 год. Он занимал пост президента с 1988 по 1991 год. В 1976—1980 годах он стал лауреатом премии Общества «стреляющая Виктория Джубилли».
Кембалл получил почетную докторскую степень в Университете Хериот-Уотта в 1980 году. Он был награждён орденом Британской империи в 1991 году во время ежегодной Новогодней церемонии.
Скончался в своем доме в Тайнингхэме в Восточном Лотиане 4 сентября 1998 года.

## Семья
В 1956 году женился на Кэтлин Линд. У них был один сын, Алан Кембалл, и две дочери, Мэри и Хизер. У каждого из его троих детей было по три ребёнка. У Кембалла есть девять внуков.